# Pyxine coccifera
Pyxine coccifera är en lavart som först beskrevs av Fée och som fick sitt nu gällande namn av William Nylander. 
Pyxine coccifera ingår i släktet Pyxine och familjen Physciaceae.   Inga underarter finns listade i Catalogue of Life.